# Dimerodon
Dimerodon — вимерлий рід опосумів (Didelphimorphia), що жили в Південній Америці (Аргентина).